# Manas (Drôme)
Manas é uma comuna francesa na região administrativa de Auvérnia-Ródano-Alpes, no departamento de Drôme. Estende-se por uma área de 1.91 km². Em 2010 a comuna tinha 201 habitantes (densidade: 105,2 hab./km²).